# El Bon Pastor del Vernet

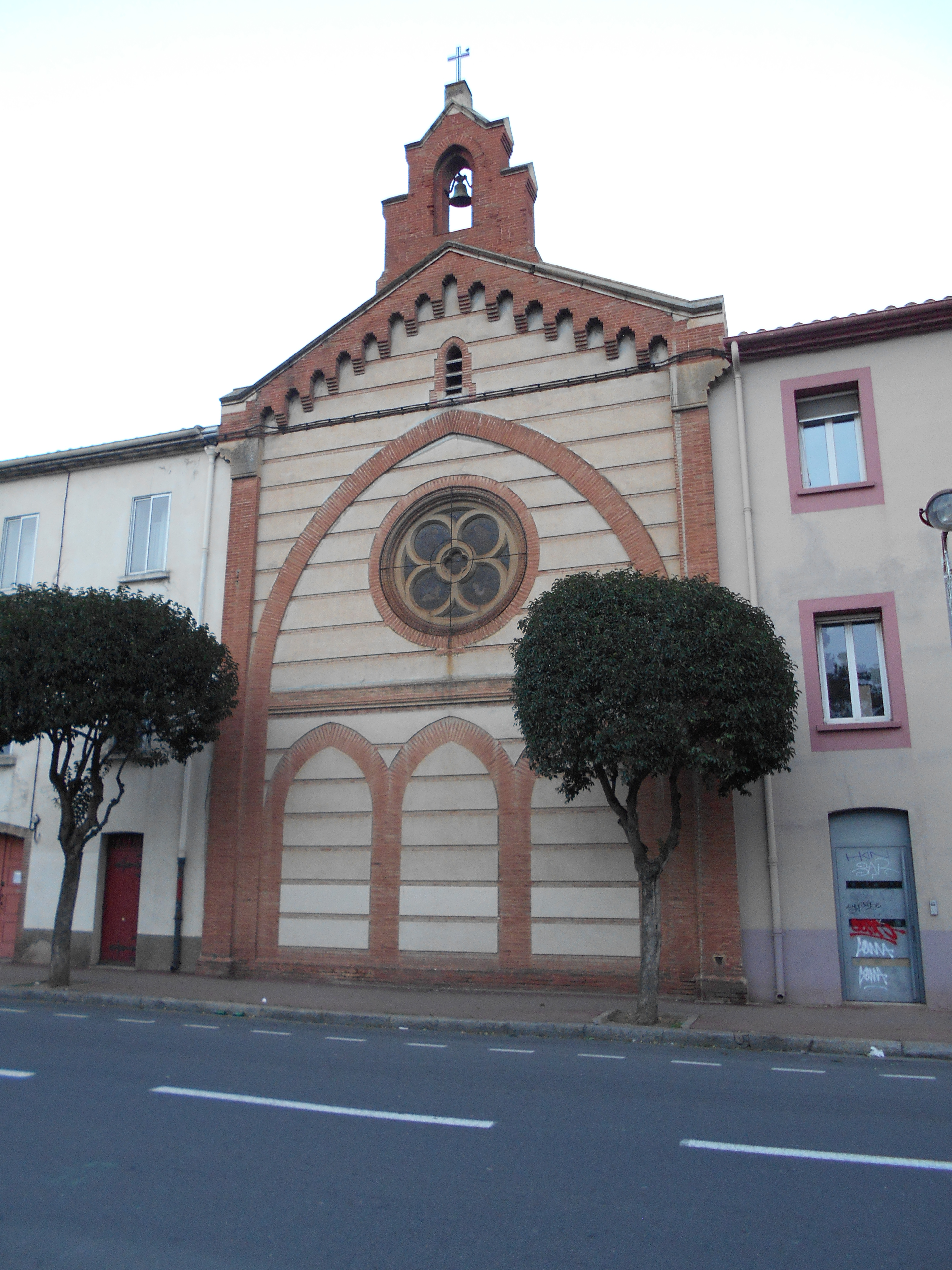
Façana occidental del Bon Pastor

El Bon Pastor del Vernet era en un origen la Capella de la Congregació de Nostra Senyora de Caritat del Bon Pastor de la ciutat de Perpinyà, a la comarca del Rosselló, de la Catalunya del Nord.
És al límit de l'Alt Vernet i el Vernet Mitjà, en el número 166 de l'avinguda del Mariscal Joffre. Es troba a prop, al nord-est seu i a la vorera oposada, de les capelles de Santa Clara i de Crist Rei.
Construïda a ran de la implantació a Perpinyà de la congregació catòlica esmentada, fundada el 1835 per Marie-Euphrasie Pelletier (canonitzada el 1888) i arribada a Perpinyà durant l'episcopat de Jean-François de Saunhac Belcastel, Jean X (1822-1853). Va ser atesa per les monges de la congregació mentre van tenir presència a la ciutat rossellonesa.
La seva missió inicial era atendre les necessitats de noies de la vida penedides de la seva professió, de noies procedents de situacions personals i familiars difícils i problemàtiques, especialment del món de la delinqüència menor, així com de noies orfes o fugides de casa seva. El règim de vida que s'hi donava era auster i sever, dur, quasi de règim penitenciari, i hi abundaven els càstigs físics. Amb el pas del temps la institució s'ha convertit en una residència d'estudiants atesa directament pel bisbat d'Elna i Perpinyà i ha canviat substancialment de dedicació i d'imatge.